# Suren Ivanovič Agadžanov
Suren Ivanovič Agadžanov (rusko Сурен Иванович Агаджанов), sovjetski general, * 18. december 1905, † 16. december 1952.

## Življenjepis
Med letoma 1942 in 1952 je bil direktor Letalske tovarne Gorkovski.